# Caverne de Radochów
 (décembre 2021).

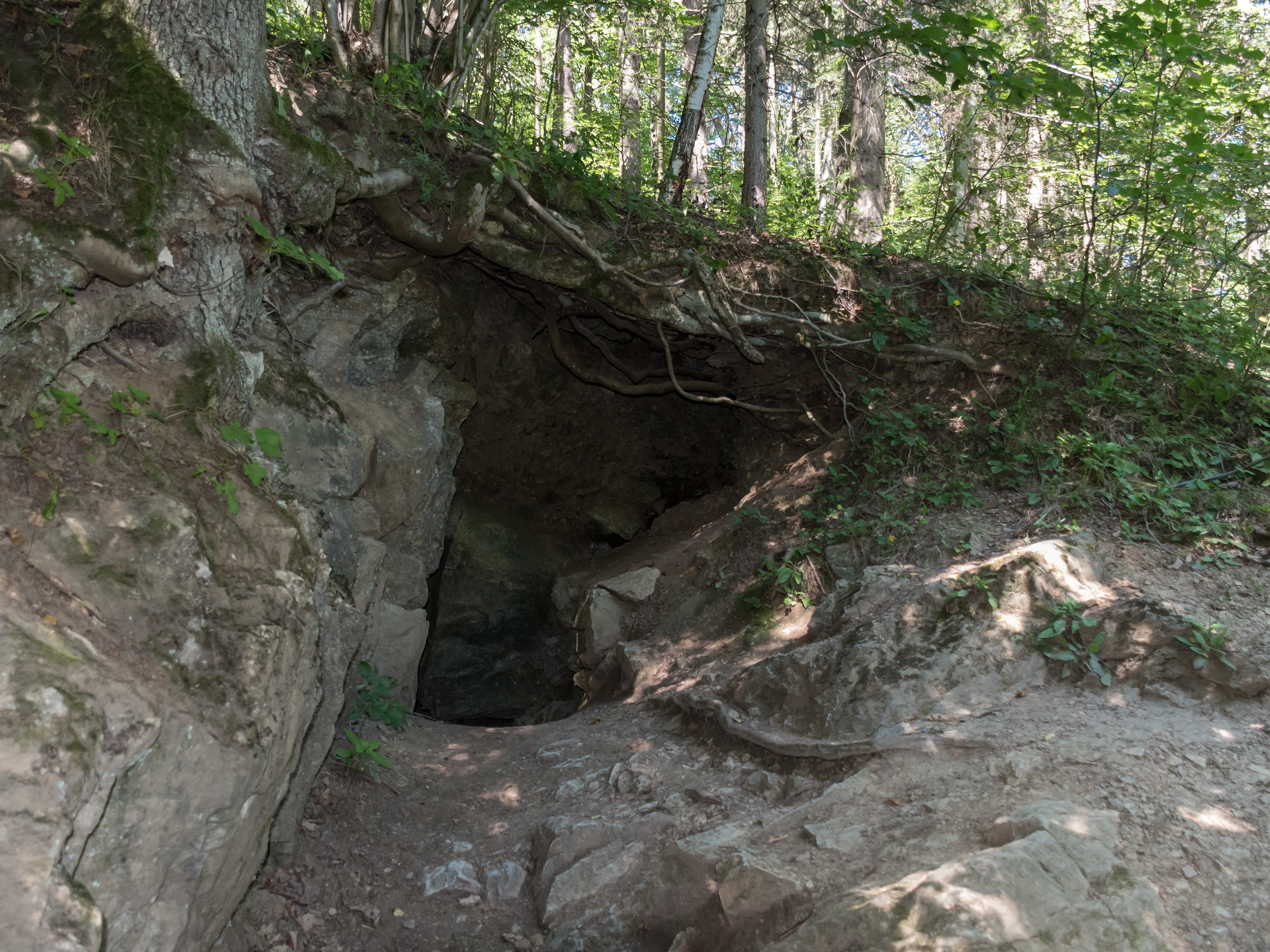
L’entrée à la caverne

La caverne de Radochów (en allemand : Kunzendorfer Höhle, Reyersdorfer Tropfsteinhöhle) est une grotte creusée dans une lentille de marbre. La caverne est située dans la vallée du ruisseau Jaskiniec, au pied du mont Bzowiec, dans les Monts d’Or (les Sudètes orientales), à proximité du village Radochów (commune de Lądek-Zdrój).

## Géologie
La caverne de Radochów s’est formé au cours du Pliocène (entre 5 et 1,6 millions d’années) par la dissolution des marbres blancs constituant une lentille au sein d'un niveau de micaschistes de couleur gris-jaune. Elle s’est formé à la suite de l’action érosive des eaux qui coulaient sous pression en remplissant les couloirs. À la fin du Pliocène, l’érosion progressive dans les coteaux environnants a provoqué l’approfondissement de la vallée et la baisse du niveau du lit du ruisseau qui coulait à proximité. La baisse du niveau de la nappe d'eau a causé le drainage de la zone de l’entrée de la caverne et la création d’espaces vides. Les couloirs se sont développés le long de failles tectoniques et de crevasses. Aux croisements des couloirs, les grandes salles se sont formés.

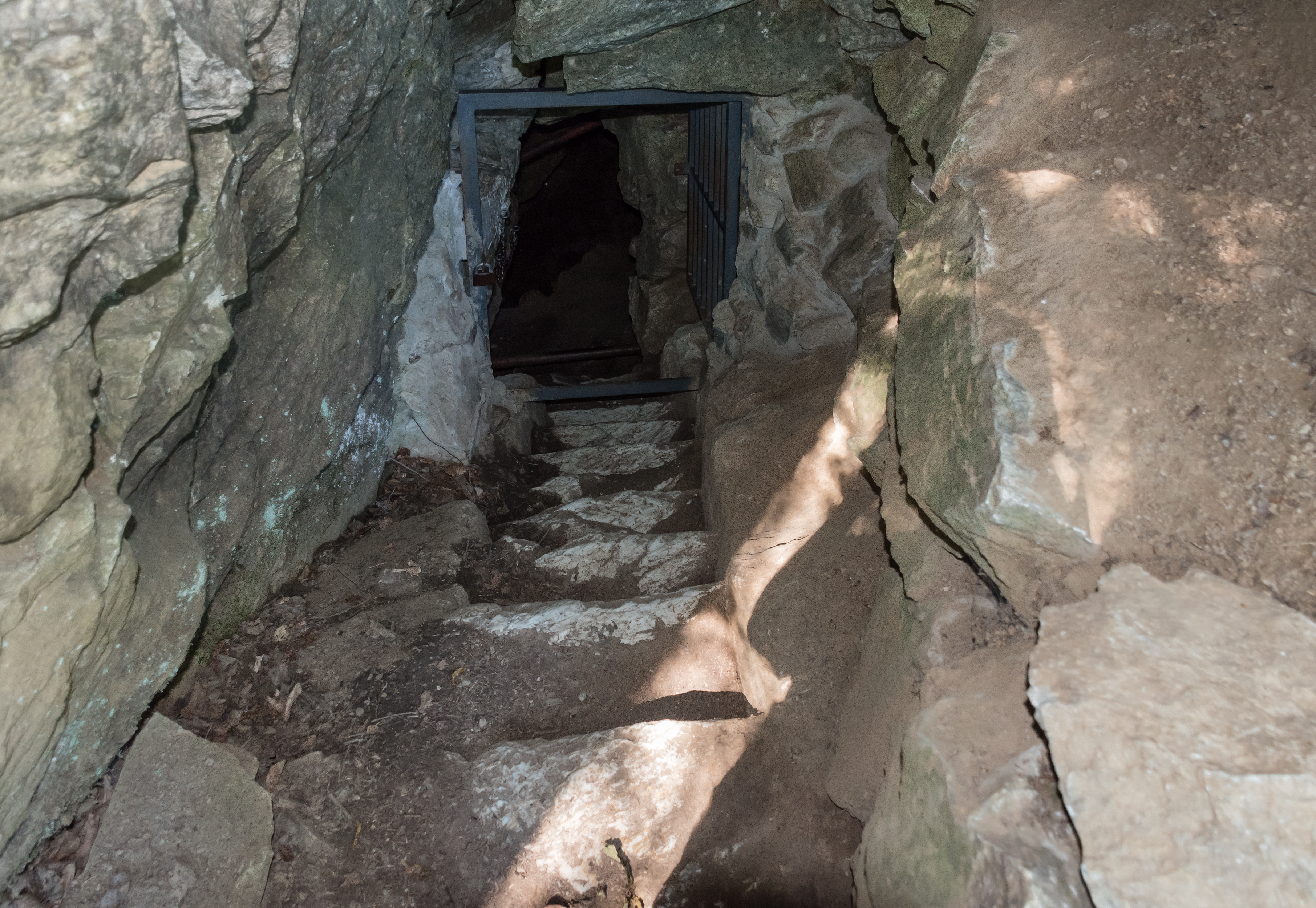
L’entrée à la caverne

Le processus de dépôt du limon a commencé dans les couloirs qui ont été drainés de cette manière. Le limon se compose d'éléments issus de l'altération du micaschiste. Ces éléments se détachent du plafond et des murs de la grotte et sont transportés par les eaux : sédiments argileux, gravats, précipitations de carbonate de calcium et de matière organique (e.a. d’os d’animaux). Dans la caverne, le limon occupait presque la totalité des chambres et des couloirs. La majorité de ce matériel a été retirée entre 1933 et 1939. Le processus de dépôt du limon se produit jusqu’à nos jours.

## Historique
La caverne de Radochów est découverte dans la seconde moitié du XVIIIe siècle. Les premières mentions de la caverne datent de 1757. Peu de temps plus tard[Quand ?], la caverne est devenue la destination touristique populaire pour les curistes de Lądek-Zdrój. À cause des visites de nombreux touristes, elle a été sérieusement dégradée. La caverne était aussi nommée Reyersdorfer Tropsteinhöhle ou la grotte de stalactites, ce qui témoigne de son ancienne splendeur. Le contenu du limon a été examiné en 1935 par G. Frenzel, et ensuite, une année plus tard par L. Zotz. Ils ont trouvé les os d’environ vingt différents animaux préhistoriques et d’une dizaine d’espèces modernes. L. Zotz a aussi trouvé des objets du quartzite et un morceau de charbon du pin des Alpes ; de plus, il a découvert un crâne d’ours des cavernes sous une plaque rocheuse, trois vertèbres cervicales et une mâchoire. À la suite de cette découverte, une hypothèse de la présence de l’homme de l’époque du Paléolithique dans la caverne est proposée, mais n’a jamais été confirmée.
Avant la Seconde Guerre mondiale, la caverne constituait une destination touristique d'importance. Le bâtiment en bois, qui servait de logement pour le gardien et la salle d’attente pour les touristes, qui contenait également une exposition des découvertes paléontologiques, se trouvaient à côté de la caverne. Dans les années 1950, les expositions sont volées et le bâtiment est brûlé à la fin des années 1960.
Probablement en novembre 1945, cinq personnes du groupe de diversion de Werwolf sont capturées dans la grotte. Cependant, d’autres sources ne confirment pas cette information. 

## Conditions naturelles

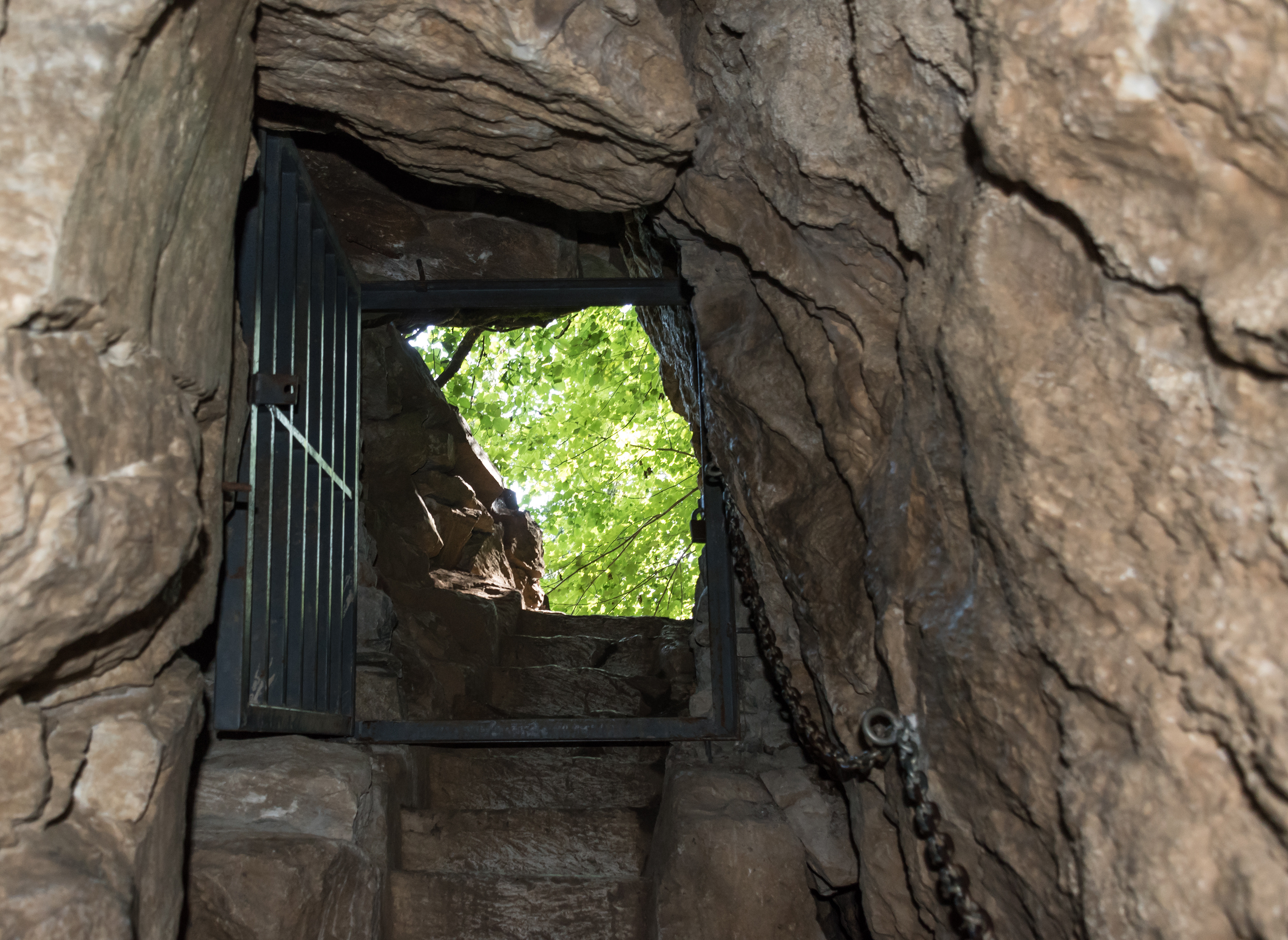
La sortie de la caverne

Dans la caverne, il y a les formes différentes de spéléothèmes : les cascades, les draperies, les traces de stalactites et de stalagmites. Elle est l’une des plus grandes et des mieux connues des cavernes dans les Sudètes. À l’intérieur, on a trouvé les os d’un ours des cavernes, d’une hyène des cavernes, d’un cheval sauvage ou d’un rhinocéros laineux. Plusieurs espèces d'animaux vivent là-bas : un niphargus tatrensis, des diptères ou un troglochaetus beranecki. La caverne est aussi la zone d’hivernage des chauves-souris, telles que le grand murin, le murin de Daubenton, l'oreillard roux, la barbastelle d’Europe et la sérotine commune.
Aujourd’hui, il existe trois entrées artificielles à la caverne. La température dans la grotte est constante, d’environ 9 °C. La caverne se compose d'un couloir étroit, presque parallèle à la pente, de quelques couloirs plus courts, des chambres et des niches nombreuses. L’espace dit « la chambre gothique » est situé dans le prolongement de l’entrée centrale. Il s'agit d'une salle en forme de triangle, avec un lac karstique d’une superficie d’environ 30 m2 et d’une profondeur d’environ 2 mètres. Le système de crevasses karstiques est encore actif, et le niveau de l’eau est soumis aux fluctuations saisonnières. La caverne entière est protégée comme monument de la nature inanimée. 

## Tourisme
La caverne est ouverte chaque jour de mai à septembre entre 10h et 18h. Des guides qualifiés accompagnent les touristes. Dans la prairie devant l’entrée, il y a un abri pour les touristes. Deux sentiers de randonnée mènent à la caverne :
- le sentier vert de l’arrêt de bus de Radochów, sur la route Kłodzko – Lądek Zdrój,
- le sentier bleu de Lądek-Zdrój à travers Radochów et le calvaire de Cierniak.

L’accès au village de Radochów est possible grâce à la route en gravier.
Dans les années 1990, une base saisonnière estivale de tentes pour étudiants appelée AKG Halny était ouverte en été à côté de la caverne. 